# انتخابات مجلس فرانسه (۲۰۲۴)
یک انتخابات زودهنگام قانونگذاری برای انتخاب همه ۵۷۷ نماینده هفدهمین مجمع ملی جمهوری پنجم فرانسه در ۳۰ ژوئن و ۷ ژوئیه ۲۰۲۴ برگزار می‌شود. این برنامه پس از انحلال مجمع ملی توسط رئیس‌جمهور امانوئل ماکرون انجام می‌شود که تصمیم به برگزاری انتخابات زودهنگام پس از انتخابات ۲۰۲۴ پارلمان اروپا در فرانسه گرفت. در آنجا، فهرست انتخاباتی آنسامبل لوروپ او کرسی‌های زیادی را از دست داد و حزب اپوزیسیون اجتماع ملی از آن پیشی گرفت.
این انتخابات دارای چهار بلوک اصلی است: آنسامبل، ائتلاف نیروهای طرفدار مکرون از جمله رنسانس، جنبش دموکراتیک، و افق‌ها. جبهه نوین خلق، که احزاب اصلی چپ، از جمله فرانسه تسلیم ناپذیر، حزب سوسیالیست، اکولوژیست‌ها، و حزب کمونیست فرانسه را گرد هم می‌آورد. اجتماع ملی (RN)، که همچنین به‌طور مشترک از چندین نامزد تحت حمایت اریک سیوتی از جمهوری خواهان (LR) علاوه بر نامزدهای خود حمایت می‌کند و اکثریت قریب به اتفاق دیگر نامزدهای LR که توسط کمیته سرمایه‌گذاری ملی حزب حمایت می‌شوند.
بر خلاف انتظارات پیش از انتخابات، نامزدهای مورد حمایت جبهه نوین خلق اکثریت نسبی کرسی‌ها را پس از دور دوم انتخابات کسب کردند، و نامزدهای آنسامبل نیز فراتر از انتظار در جایگاه دوم جلوتر از نامزدهای مورد حمایت اجتماع ملی که سوم شد قرار گرفتند، و نامزدهای جمهوریخواهان در جایگاه چهارم قرار گرفتند. بنا بر برچسب گذاری وزارت کشورفرانسه، نامزدهای متعلق به احزاب جبهه نوین خلق ۱۸۰  کرسی (خیلی پایین‌تر از ۲۸۹ کرسی مورد نیاز برای اکثریت مطلق), را در برابر ۱۵۹  کرسی متعلق به احزاب آنسامبل کسب کردند،  در حالی که ۱۴۲ کرسی به نامزدهای مورد حمایت اجتماع ملی و، ۳۹ کرسی به نامزدهای جمهوریخواهان رسید، که منجر به یک مجلس معلق شد. درصد مشارکت در دور دوم، ۶۶٫۶۳٪, رکورد بیشتر میزان را از سال ۱۹۹۷ شکست.

## زمینه
پس از انتخابات قانونگذاری ۲۰۲۲، آنسامبل اکثریت مطلق خود را در مجمع ملی از دست داد. حزب رئیس‌جمهور امانوئل ماکرون، رنسانس (که سابقاً La République En Marche بود!) از جملهٔ احزاب عضو این ائتلاف، بود. در همین حال، دو بلوک اصلی اپوزیسیون، جناح چپ، اتحادیه نوین اکولوژیک و اجتماعی خلق (NUPES) و راست افراطی اجتماع ملی (RN) از نظر تعداد کرسی‌ها پیشرفت‌های قابل توجهی داشتند. با وجود آن، هیچ گروهی اکثریت مطلق را به دست نیاورد، و در نتیجه برای اولین بار از زمان انتخابات ۱۹۸۸ مجلس معلق شکل گرفت. فقدان اکثریت مطلق منجر به استناد مکرر به ماده بحث‌برانگیز ۴۹٫۳ قانون اساسی به منظور تصویب قانون شد، به طوری که الیزابت بورن تا دسامبر ۲۰۲۳ ۲۳ بار مرتکب این کار شد.
در ۹ ژوئن ۲۰۲۴، اندکی پس از ساعت ۲۱:۰۰ وقت اروپای مرکزی، مکرون مجمع ملی را منحل کرد و پس از پیش‌بینی‌هایی که نشان می‌داد لیست انتخاباتی لوروپ آنسامبل به‌طور قابل توجهی در سایه RN در انتخابات ۲۰۱۸ پارلمان اروپا در فرانسه قرار می‌گیرد، در یک سخنرانی ملی، فراخوان انتخابات زودهنگام داد. او در سخنرانی خود، ظهور ناسیونالیسم توسط آتش افروزان را تهدیدی برای فرانسه، اروپا و جایگاه فرانسه در جهان خواند. او همچنین هشدار داد که جناح راست افراطی باعث «فقیر شدن مردم فرانسه و سقوط کشور ما» خواهد شد. دور اول انتخابات ۳۰ ژوئن و دور دوم در ۷ جولای برگزار می‌شود.